# Calvene
Calvene (deutsch veraltet: Kalfein) ist eine nordostitalienische Gemeinde (comune) mit 1284 Einwohnern (Stand 31. Dezember 2023) in der Provinz Vicenza in Venetien. Die Gemeinde liegt etwa 24,5 Kilometer nordnordwestlich von Vicenza am Astico.

## Geschichte
Die Ursprünge des Ortes (und insbesondere der Name) reicht wenigstens in die römische Antike zurück. Inschriften benennen eine gens Calven(i)a. Der Ort scheint in der Völkerwanderung zerstört worden zu sein.